# Bengt Nylander
Bengt Nylander, född 12 februari 1803 i Virestads socken, död 10 januari 1879 i Stenbrohults socken, var en svensk präst och väckelsepredikant.
Bengt Nylander var son till bonden Jon Nilsson. Han blev student vid Lunds universitet 1823 av och avlade seminarieexamen där 1828, varefter han 1829 prästvigdes. Nylander tjänstgjorde därefter bland annat som vice pastor i Bolmsö församling, samt i Hälleberga församling, där han var adjunkt hos komministern Peter Lorenz Sellergren. 1838–1858 var han komminister i Näsby och Bäckseda församling och därefter kyrkoherde i Stenbrohults församling. Han blev mot slutet av sitt liv svårmodig  och grubblande och till sist sinnessjuk. Nylander som tog intryck av Sellergrens verksamhet, blev snart känd som en framstående väckelsepredikant och drog stora lyssnarskaror till sina predikningar. Hans predikningar centrerades oftast kring att beskriva den eviga fördömelsen och behovet av omvändelse. Den stora mängden som besökte gudstjänsterna i Bäckseda församling var inte populär hos sockenborna som klagade hos domkapitlet. Sin största popularitet hade Nylander under 1840-talet och därefter avtog den snabbt. I Stenbrohult lät han sin tjänst mestadels uppehållas av vicepastorn. Nylander var även författare av tillfällighetsdikter, och utgav även ett större poem, Nattvardsbarnen (1846). Flera andliga sånger författade av Nylander sjöngs mycket i bygderna i södra Småland. Därutöver var han en god klassiker, som brevväxlade på hebreiska och håll tal på grekiska och latin. 